# Вольта (синекліза)
Вольта (синекліза) — синекліза розташована у центральній і північній частині Ґани. Виконана неметаморфізованими верхньо-протерозойськими і нижньо-палеозойськими відкладами системи Вольта, до яких приурочені вияви залізних руд, бариту і нафти.